# Miconia dunstervillei
Miconia dunstervillei är en tvåhjärtbladig växtart som beskrevs av John Julius Wurdack. Miconia dunstervillei ingår i släktet Miconia och familjen Melastomataceae. Inga underarter finns listade i Catalogue of Life.